# Aristid Lindenmayer
Aristid Lindenmayer, né le 17 novembre 1925 à Budapest et mort le 10 octobre 1989, est un biologiste hongrois. Il est principalement connu pour avoir inventé, en 1968, une grammaire formelle, aujourd'hui appelée L-Système, qui permet de simuler le développement cellulaire de plantes ou de bactéries, et qui s'est révélé applicable aux coquillages.
Lorsqu'il a établi cette grammaire, Lindenmayer travaillait au centre de recherche de l'Université d'Utrecht avec Przemysław Prusinkiewicz (en).

## Publications
- (en) Przemyslaw Prusinkiewicz, Aristid Lindenmayer, James S. Hanan, F. David Fracchia, Deborah Fowler, Martin J. M. de Boer et Lynn Mercer, The Algorithmic Beauty of Plants, Springer Verlag, 2004 (ISBN 978-0-387-97297-8, lire en ligne [PDF])
- (en) Aristid Lindenmayer, « Mathematical models for cellular interaction in development », J. Theoret. Biology., vol. 18,‎ 1968, p. 280-315
- (en) Grzegorz Rozenberg et Arto Salomaa, The Book of L, Springer-Verlag, 1986